# اس‌اس مونتروز (۱۸۹۷)
اس‌اس مونتروز (۱۸۹۷) (به انگلیسی: SS Montrose (1897)) یک کشتی بود که طول آن ۴۴۴٫۳ فوت (۱۳۵٫۴ متر) بود. این کشتی در سال ۱۸۹۷ ساخته شد.